# Anatolij Kornukow
Anatolij Michajłowicz Kornukow (ros. Анатолий Михайлович Корнуков, ur. 10 stycznia 1942 w Kadyjewce, zm. 1 lipca 2014 w Krasnogorsku) – radziecki i rosyjski wojskowy, generał armii, dowódca Sił Powietrznych Federacji Rosyjskiej (1998–2002), pilot myśliwski Wojsk Obrony Powietrznej ZSRR; w 1983 wydał rozkaz zestrzelenia Boeinga 747 z 269 osobami na pokładzie. 

## Życiorys
Rosjanin, syn górnika z Doniecka, uczestnika II wojny światowej. Od 1959 służył w Siłach Zbrojnych ZSRR, 1960-1964 studiował z Szkole Lotnictwa Wojskowego w Krzemieńczuku i w Oficerskiej Szkole Lotniczej im. Leninowskiego Komsomołu w Czernihowie. Został pilotem, następnie zastępcą dowódcy dywizjonu myśliwskiego w 54. Pułku Lotnictwa Myśliwskiego Czerwonego Sztandaru w Kerczu. Od 1970 w 47 Pułku Lotnictwa Myśliwskiego na Dalekim Wschodzie, zastępca dowódcy dywizjonu ds. politycznych. Od 1971 dowódca Niszczycielskiej Eskadry Lotniczej, od 1972 zastępca dowódcy, a w latach 1974–1976 dowódca 777. Pułku Lotniczego, 1976–1978 zastępca dowódcy korpusu obrony przeciwlotniczej na Dalekim Wschodzie, 1978–1980 zastępca dowódcy 11 Armii Obrony Przeciwlotniczej na Dalekim Wschodzie. W 1980 zaocznie ukończył Wojskową Akademię Obrony Przeciwlotniczej im. marsz. Żukowa. W okresie służby w Siłach Zbrojnych ZSRR wykonał ponad 150 lotów bojowych. 1980–1985 dowódca 40 Dywizji Myśliwskiej Wojsk Obrony Przeciwlotniczej na Dalekim Wschodzie. Na tym stanowisku 1 września 1983 wydał rozkaz zestrzelenia koreańskiego samolotu pasażerskiego z 269 osobami na pokładzie. 1985-1988 dowódca 71 Niszczycielskiego Korpusu Lotniczego Wojsk Obrony Przeciwlotniczej ZSRR stacjonującego na terenie NRD. W 1988 ukończył Akademię Wojskową Sztabu Generalnego Sił Zbrojnych ZSRR im. K. Woroszyłowa w Moskwie i został I zastępcą dowódcy Wojsk Obrony Przeciwlotniczej Kraju. Od 1989 zastępca dowódcy, a od 1990 dowódca 11 Armii Obrony Powietrznej (największej w ZSRR) z kwaterą sztabu w Chabarowsku. Od 1991 dowódca obrony powietrznej okręgu moskiewskiego. W styczniu 1998 został dowódcą Sił Powietrznych Federacji Rosyjskiej w stopniu generała-pułkownika. 21 lutego 2000 mianowany przez prezydenta Władimira Putina generałem armii. W styczniu 2002 przeniesiony do rezerwy w związku z osiągnięciem ustawowej granicy wieku.

## Odznaczenia i nagrody
- Order „Za zasługi dla Ojczyzny” III klasy (2002)
- Order „Za zasługi dla Ojczyzny” IV klasy (2000)
- Order Zasług Wojskowych (1996)
- Order „Za służbę Ojczyźnie w Siłach Zbrojnych ZSRR” II stopnia (1990)
- Order „Za służbę Ojczyźnie w Siłach Zbrojnych ZSRR” III stopnia (1975)
- Order Czerwonej Gwiazdy
- Medal jubileuszowy „Dwudziestolecia zwycięstwa w Wielkiej Wojnie Ojczyźnianej 1941–1945”
- Medal jubileuszowy „50 lat Sił Zbrojnych ZSRR”
- Medal jubileuszowy „60 lat Sił Zbrojnych ZSRR”
- Medal jubileuszowy „70 lat Sił Zbrojnych ZSRR”
- Medal 850-lecia Moskwy
- Medal 300-lecia rosyjskiej armii i floty
- Medal „Weteran Sił Zbrojnych ZSRR”
- Medal „Za nienaganną służbę” I klasy
- Medal „Za nienaganną służbę” II klasy
- Medal „Za nienaganną służbę” III klasy
- Nagroda Państwowa Federacji Rosyjskiej (1996)
- Medal za Braterstwo Wojskowe (Mongolia)

I inne.